# Incertae sedis
Incertae sedis (инцерте седис, «неопределённого положения») — латинское выражение, указывающее на то, что положение таксона в системе неясно.

## Причины, по которым таксон может рассматриваться как группаincertae sedis
Таксон может рассматриваться как группа неясного систематического положения по нескольким причинам.
Во-первых, из-за недостаточности информации о его представителях или из-за трудностей с её интерпретацией. Это нередко случается с таксонами, описанными по ископаемым остаткам (хотя иногда возможно и в отношении относительно хорошо изученных современных групп). Их систематическое положение удаётся установить лишь приблизительно. В этой ситуации остаткам обычно придаётся биномиальное название, после чего положение вида в системе указывается с возможной точностью. Так, например, утверждение «Aus bus, Coleoptera incertae sedis» указывает, что вид Aus bus несомненно принадлежит к отряду Coleoptera (жесткокрылые, или жуки), но установить его принадлежность к какой-либо из подгрупп этого отряда не представляется возможным. Часто при применении современных методов анализа данных такие таксоны намеренно исключают из анализа, поскольку добавление их в матрицу данных может привести к систематической ошибке в расчётах.
Во-вторых, из-за отсутствия консенсуса между специалистами. При наличии нескольких конкурирующих классификаций некоторые авторы предпочитают временно рассматривать таксон с неустоявшимся систематическим положением как таксон incertae sedis.
Наконец, в-третьих, в последнее время среди филогенетиков наблюдается тенденция относить так называемую стволовую группу (англ. stem group), к которой относится гипотетический общий предок некоего таксона, к этому таксону как подгруппу incertae sedis. Это делают для того, чтобы воздержаться от позитивного утверждения о том, что предок более родственен какой-либо из подгрупп внутри таксона, предком которого в целом он является.

## Примеры
- Dendrogramma enigmatica — после первоописания рассматривались как группа incertae sedis в составе животных, позже была обоснована их принадлежность к сифонофорам.